# Coniopteryx armata
Coniopteryx armata är en insektsart som beskrevs av György Sziráki och Van Harten 2006. Coniopteryx armata ingår i släktet Coniopteryx och familjen vaxsländor. Inga underarter finns listade i Catalogue of Life.